# Mark Melancon

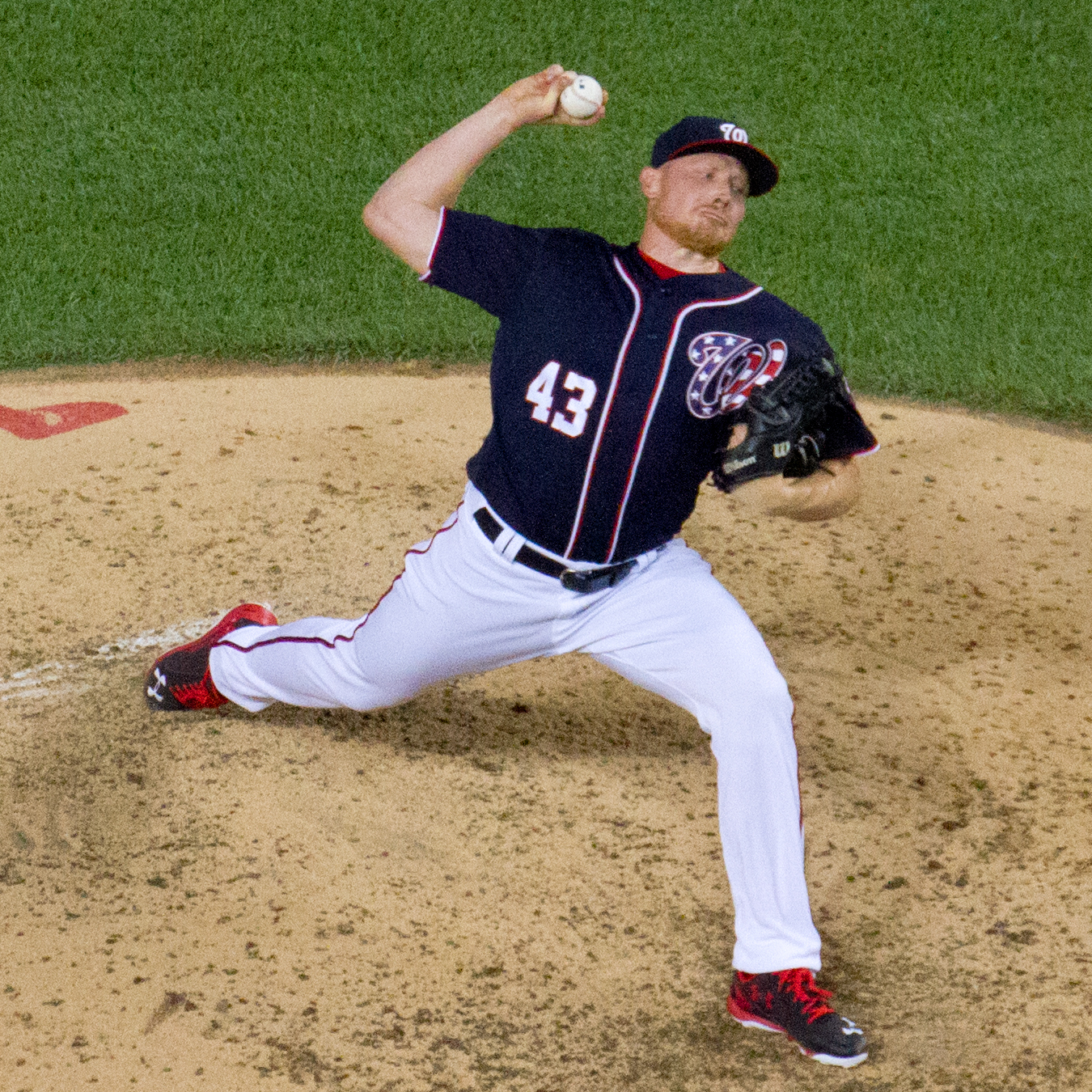
Melancon con i Nationals nel 2016

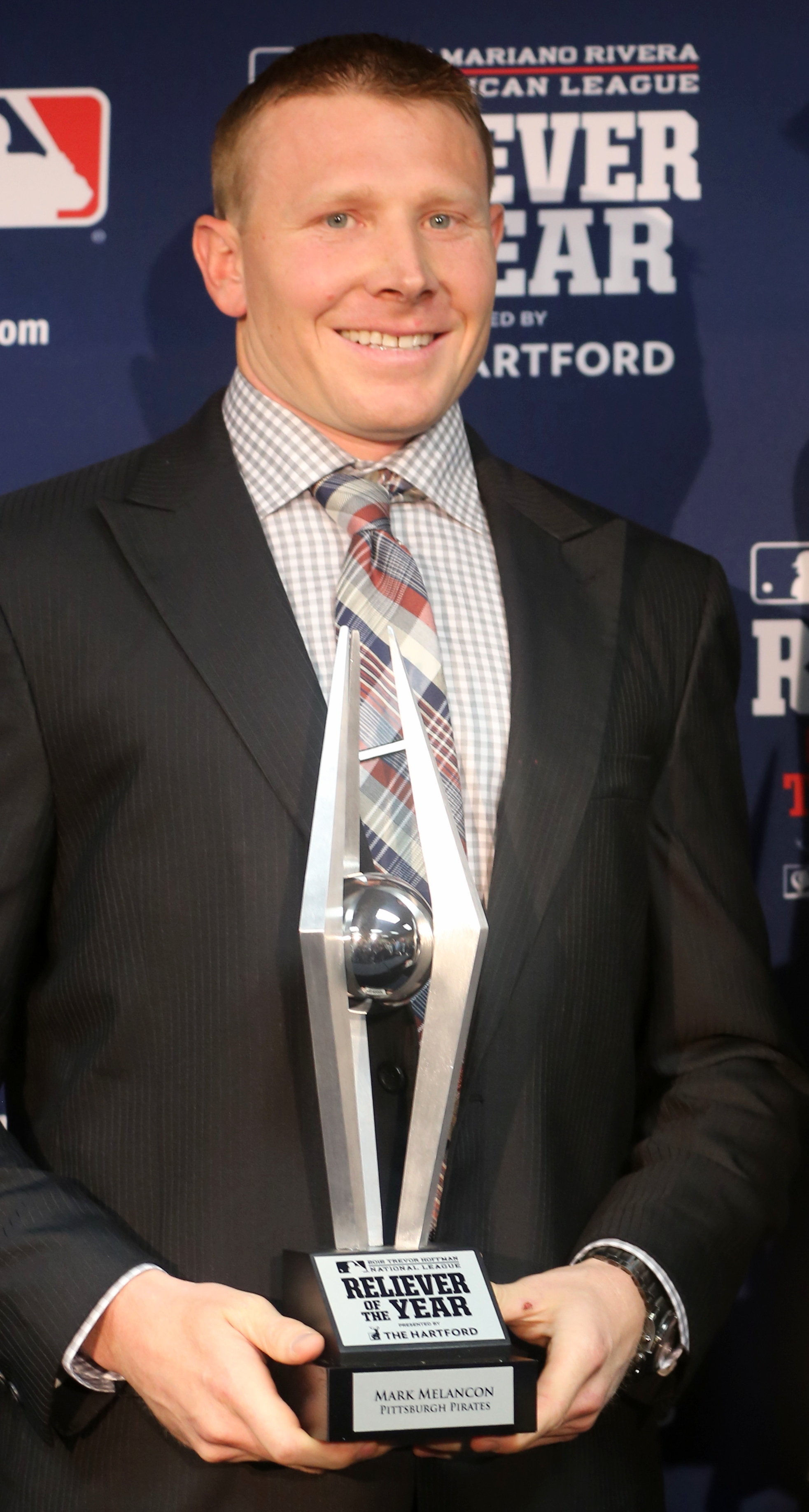
Melancon con il premio di Rilievo dell'Anno nel 2015

Mark David Melancon (Wheat Ridge, 26 agosto 1985) è un giocatore di baseball statunitense, lanciatore di chiusura per gli Arizona Diamondbacks della Major League Baseball (MLB).

## Biografia
Melancon frequentò la Golden High School di Golden nel Colorado. Venne selezionato nel 30º turno del draft MLB 2003 dai Los Angeles Dodgers, ma non firmò; e si iscrisse alla University of Arizona di Tucson, Arizona.

## Carriera

### Minor League Baseball (MiLB)
Melancon venne selezionato nuovamente nel 9º turno del draft MLB 2006 questa volta dai New York Yankees, che lo assegnarono in classe A-breve. Nell'ottobre 2006 subì la Tommy John surgery, che lo costrinse a saltare la stagione 2007. Tornò in campo nel 2008 giocando in Classe A, Doppia-A e Tripla-A.

### Major League Baseball (MLB)
Melancon debuttò nella MLB il 26 aprile 2009, al Fenway Park di Boston, contro i Boston Red Sox. Concluse la sua stagione d'esordio con 13 partite giocate nella MLB e 32 nella Tripla-A della MiLB. Ottenne inoltre il suo primo anello delle World Series in seguito alla vittoria degli Yankees, nonostante non sia sceso in campo durante il post-stagione.
Il 31 luglio 2010, gli Yankees scambiarono Melancon e Jimmy Paredes con gli Houston Astros in cambio di Lance Berkman.
Il 14 dicembre 2011, gli Astros scambiarono Melancon con i Boston Red Sox per l'interno Jed Lowrie e il lanciatore partente Kyle Weiland.
Il 26 dicembre 2012, i Red Sox scambiarono Melancon, Stolmy Pimentel, Jerry Sands e Iván DeJesús Jr. con i Pittsburgh Pirates per Brock Holt e Joel Hanrahan. Nel 2013 venne convocato per la prima volta all'All-Star Game e partecipò per la prima volta al post-stagione.
I Pirates accettarono un contratto di 5.4 milioni con Melancon per la stagione 2015. Melancon e i Pirates concordarono per un salario di $9.65 milioni per la stagione 2016.
Il 30 luglio 2016, i Pirates scambiarono Melancon con i Washington Nationals per Felipe Rivero e Taylor Hearn.
Il 5 dicembre 2016, Melancon firmò un contratto quadriennale del valore di 62 milioni con i San Francisco Giants.
Il 31 luglio 2019, i Giants scambiarono Melancon con gli Atlanta Braves per Dan Winkler e il giocatore di minor league Tristan Beck. Divenne free agent dopo la fine della stagione 2020.
Il 18 febbraio 2021, Melancon firmò un contratto annuale del valore di 2 milioni di dollari con i San Diego Padres.
Il 1º dicembre 2021, Melancon firmò un contratto biennale dal valore complessivo di 14 milioni di dollari con gli Arizona Diamondbacks, con inclusa un'opzione del club per la terza stagione.

## Palmarès

### Nazionale
- World Baseball Classic:  Medaglia d'Oro

Team USA: 2017

### Individuale
- MLB All-Star: 4

2013, 2015, 2016, 2021
- Rilievo dell'anno della NL: 1

2015
- Capoclassifica in salvezze: 2

NL: 2015 (51), 2021 (39)